# Železniško postajališče Podhom
Železniško postajališče Podhom je eno izmed železniških postajališč v Sloveniji, ki oskrbuje bližnji naselji Podhom in Zasip. Priročno je tudi za izlete v sotesko Vintgar.